# 10026 Sophiexeon
10026 Sophiexeon este o planetă minoră (asteroid), cu un diametru de 11,321 km, din centura de asteroizi. A fost descoperită pe 3 septembrie 1980 la Observatorul Kleť de Antonín Mrkos și a fost numită după Sophie. 
Obiectul prezintă o orbită caracterizată de o semiaxă mare de 2,5714222 UAi, o excentricitate de 0,17, o înclinație de 8,73705 ° în raport cu ecliptica.